# Ammoniumfluorosulfonat
Ammoniumfluorosulfonat, NH4SO3F ist eine chemische Verbindung zwischen dem Ammonium und dem Fluorosulfonat-Anion.

## Gewinnung und Darstellung
Ammoniumfluorosulfonat wird durch die Reaktion von Ammoniumfluorid und Schwefeltrioxid hergestellt.
{\displaystyle {\ce {NH4F + SO3 -> NH4SO3F}}}

## Eigenschaften
Das Ammoniumsalz der Fluorsulfonsäure bildet ein orthorhombisches Kristallsystem. Es besitzt die Raumgruppe Pnma (Raumgruppen-Nr. 62). Die Gitterparameter liegen bei a = 8,972 Å, b = 5,996 Å, c = 7,542 Å und Z = 4. Der Abstand des Schwefels und des Sauerstoffs beträgt 1,45 Å. Die Länge der Schwefel–Fluor-Bindung ist 1,55 Å lang. Der Winkel der Bindungen O–S–O und F–S–O liegen jeweils bei 113° und 106°.